# 八条宮長仁親王
八条宮長仁親王（はちじょうのみや おさひとしんのう、明暦元年5月14日（1655年6月18日） - 延宝3年6月25日（1675年8月16日））は、江戸時代前期の日本の皇族。世襲親王家の八条宮（桂宮）第4代当主。後西天皇の第一皇子。母は女御明子女王（高松宮好仁親王の王女）。幼称は一宮・若宮・倉宮、または阿茶麿（あちゃまろ）。
寛文5年（1665年）10月穏仁親王が継嗣となる王子の無いまま薨去したため、親王の継嗣として寛文6年（1666年）に宮家を相続した。寛文9年（1669年）親王宣下を受け、長仁と命名される。同年11月元服する。中務卿に任ぜられる。延宝3年（1675年）6月25日薨去。21歳。法名は霊照院。